# Adonisea tanena
Adonisea tanena är en fjärilsart som beskrevs av John Kern Strecker 1898. Adonisea tanena ingår i släktet Adonisea och familjen nattflyn. Inga underarter finns listade i Catalogue of Life.